# Шасињол (Ендр)
Шасињол (фр. Chassignolles) насеље је и општина у централној Француској у региону Центар (регион), у департману Ендр која припада префектури la Châtre.
По подацима из 2011. године у општини је живело 596 становника, а густина насељености је износила 19,91 становника/km². Општина се простире на површини од 29,94 km². Налази се на средњој надморској висини од 283 метара (максималној 376 m, а минималној 204 m).

## Демографија
| 1962. | 1968. | 1975. | 1982. | 1990. | 1999. | 2011. |
| ----- | ----- | ----- | ----- | ----- | ----- | ----- |
| 754   | 826   | 680   | 567   | 548   | 543   | 596   |

График промене броја становника у току последњих година